# Simbabwische Cricket-Nationalmannschaft gegen Afghanistan in der Saison 2020/21
Die Tour der simbabwischen Cricket-Nationalmannschaft gegen Afghanistan in der Saison 2020/21 fand vom 2. bis zum 20. März 2021 in den Vereinigten Arabischen Emiraten statt. Die internationale Cricket-Tour war Bestandteil der Internationalen Cricket-Saison 2020/21 und umfasste zwei Tests und drei Twenty20s. Die Test-Serie endete 1–1 unentschieden, während Afghanistan die Twenty20-Serie 3–0 gewann.

## Vorgeschichte
Afghanistan spielte zuvor eine Tour gegen Irland, Simbabwe eine Tour in Pakistan. Das letzte Aufeinandertreffen der beiden Mannschaften bei einer Tour fand in der Saison 2017/18 in den Vereinigten Arabischen Emiraten statt.

## Stadion
Das folgende Stadion wurde für die Tour ausgewählt.
| Stadion                      | Stadt     | Kapazität | Spiele                    |
| ---------------------------- | --------- | --------- | ------------------------- |
| Sheikh Zayed Cricket Stadium | Abu Dhabi | 20.000    | 1. & 2. Test; 1. – 3. T20 |

## Kaderlisten
Simbabwe benannte seinen Test-Kader am 16. Februar 2021.
Afghanistan benannte seinen Test-Kader am 18. Februar 2021.
| Test | Test | Twenty20 | Twenty20 |
| Afghanistan | Simbabwe | Afghanistan | Simbabwe |
| --- | --- | --- | --- |
| - Asghar Afghan (K) - Munir Ahmad - Javed Ahmadi - Yamin Ahmadzai - Fazalhaq Farooqi - Amir Hamza - Nasir Jamal - Rashid Khan - Abdul Malik - Wafadar Momand - Mohammad Saleem - Bahir Shah - Rahmat Shah - Hashmatullah Shahidi - Shahidullah - Sayed Shirzad - Zia-ur-Rehman - Ibrahim Zadran - Afsar Zazai (wk) | - Sean Williams (K) - Ryan Burl - Regis Chakabva (wk) - Kevin Kasuza - Wesley Madhevere - Wellington Masakadza - Prince Masvaure - Brandon Mavuta - Tarisai Musakanda - Richmond Mutumbami - Blessing Muzarabani - Richard Ngarava - Victor Nyauchi - Sikandar Raza - Donald Tiripano | - Asghar Afghan (K) - Fareed Ahmad - Sharafuddin Ashraf - Fazalhaq Farooqi - Usman Ghani - Rahmanullah Gurbaz (wk) - Amir Hamza - Karim Janat - Rashid Khan - Mohammad Nabi - Hashmatullah Shahidi - Naveen-ul-Haq - Ibrahim Zadran - Najibullah Zadran - Afsar Zazai (wk) | - Sean Williams (K) - Faraz Akram - Ryan Burl - Regis Chakabva (wk) - Kevin Kasuza - Tinashe Kamunhukamwe - Wesley Madhevere - Wellington Masakadza - Prince Masvaure - Brandon Mavuta - Tarisai Musakanda - Richmond Mutumbami - Blessing Muzarabani - Richard Ngarava - Victor Nyauchi - Sikandar Raza - Milton Shumba - Donald Tiripano |

## Tour Match
| 25. – 27. Februar | Abu Dhabi | Simbabwe 505-6d (135) | – | Afghanistan A 271-8 (113.2) |
|                   |           | Remis                 |   |                             |

## Tests

### Erster Test in Abu Dhabi
| 2. – 3. März Scorecard | Abu Dhabi | Afghanistan 131 (47) & 135 (45.3) | – | Simbabwe 250 (72) & 17-0 (3.2) |
|                        |           | Simbabwe gewinnt mit 10 Wickets   |   |                                |

Afghanistan gewann den Münzwurf und entschied sich als Schlagmannschaft zu beginnen. Afghanistan hatte Probleme im ersten Innings. Eröffnungs-Batsman Ibrahim Zadran konnte sich zwar länger halten, verlor um sich herum aber regelmäßig Wickets. Nach 31 Runs verlor er jedoch sein Wicket und Afsar Zazai war der nächste der sich etablieren konnte. Aber auch er verlor nach 37 Runs sein Wicket und da nur noch Amir Hamza mit 16* Runs einen höheren Anteil hinzusteuern konnte, war das Innings nach 131 Runs für Afghanistan beendet. Beste simbabwische Bowler waren Blessing Muzarabani mit 4 Wickets für 48 Runs und Victor Nyauchi mit 3 Wickets für 34 Runs. Auch Simbabwe tat sich zunächst schwer und verlor früh vier Wickets. Lediglich Kapitän Sean Williams konnte sich etablieren. Er wurde dann zunächst durch Sikandar Raza begleitet, der selbst 43 Runs erzielte, woraufhin kurze Zeit später bei Stand von 133/5 der Tag endete. Am zweiten Tag war es Regis Chakabva der 44 Runs an der Seite von Williams hinzusteuerte. Williams selbst erzielte ein Century über 105 Runs aus 174 Bällen und als er sein Wicket verlor, war das Innings auch kurze Zeit später beendet. Simbabwe hatte 250 Runs erzielt und so einen Vorsprung von 119 Runs. Bester Bowler für Afghanistan war Amir Hamza mit 6 Wickets für 75 Runs. Für Afghanistan konnte sich Eröffnungs-Batsman Ibrahim Zadran etablieren, aber andere Batsman verloren meist schnell ihre Wickets. Kapitän Asghar Afghan konnte 14 Runs hinzufügen, bevor Amir Hamza an den Schlag kam. Zadran verlor nach 76 Runs und einem Half-Century sein Wicket und Hamza konnte das Innings mit 21* Runs beenden. Das führte zu 135 Runs und einer Vorgabe von 16 Runs für Simbabwe. Beste Bowler für Simbabwe waren Donald Tiripano mit 3 Wickets für 23 Runs und Victor Nyauchi mit 3 Wickets für 30 Runs. Simbabwe erzielte die erforderlichen Runs ohne den Verlust eines Wickets im vierten Over. Als Spieler des Spiels wurde Sean Williams ausgezeichnet.

### Zweiter Test in Abu Dhabi
| 10. – 14. März Scorecard | Abu Dhabi | Afghanistan 545-4d (160.4) & 108-4 (26.1) | – | Simbabwe 287 (91.3) & 365 (148.5) (f/o) |
|                          |           | Afghanistan gewinnt mit 6 Wickets         |   |                                         |

Afghanistan gewann den Münzwurf und entschied sich als Schlagmannschaft zu beginnen. Für Afghanistan konnte sich zunächst Eröffnungs-Schlagmann Ibrahim Zadran etablieren, der mit Hashmatullah Shahidi einen Partner fand. Zadran verlor nach 72 Runs sein Wicket und wurde durch Kapitän Asghar Afghan ersetzt. Shahidi und Afghan bauten eine Partnership auf und beendeten den Tag beim Stand von 307/3. Am zweiten Tag konnten sich die beiden Spieler weiterhin halten. Als Afghan nach 164 Runs in 257 Bällen sein Wicket verlor, hatten beide ein Partnership von 307 Runs erzielt. Ihm folgte Nasir Jamal, der mit Shahadi ein weiteres Partnership von 117 Runs erzielte. Beendet wurde es durch Deklaration, nachdem Shahidi 200 Runs in 443 Bällen erzielt hatte, das erste Double-Century für Afghanistan. Jamal hatte zu diesem Zeitpunkt ein Half-Century über 55 Runs erreicht. Die Wickets für Simbabwe wurden durch Ryan Burl, Sikandar Raza und Victor Nyauchi erzielt. Simbabwe hatte noch 17 Over am Tagesende zu überstehe und tat dieses ohne Wicketverlust. Eröffnungs-Batsmen Prince Masvaure und Kevin Kasuza hatten bis dahin 50 Runs erzielt. Am dritten Tag verlor zunächst Kasuza sein Wicket nach 41 Runs und wurde durch Tarisai Musakanda ersetzt. Masvaure verlor sein Wicket nach einem Half-Century über 65 Runs. Nach dem Verlust zweier weiterer schneller Wickets, konnte sich Sikandar Raza etablieren. Musakanda verlor nach 41 Runs sein Wicket. An der Seite von Raza konnte nur noch Regis Chakabva mit 33 Runs von den verbliebenen Batsmen etwas beitragen. Als Raza nach 85 Runs sein Wicket verlor, endete das Innings mit einem Rückstand von 258 Runs. Beste Bowler für Afghanistan waren Rashid Khan mit 4 Wickets für 138 Runs und Amir Hamza mit 3 Wickets für 73 Runs. Afghanistan forderte das Follow-on ein und so begann Simbabwe mit seinem zweiten Innings. Den Tag konnten sie ohne Wicket-Verlust mit 24 Runs beenden. Von den Eröffnungs-Batsmen konnte Kevin Kasuza mit 30 Rusn die meisten Runs erzielen. Als dieser ausschied, kam Kapitän Sean Williams ins Spiel, der sich etablieren konnte. Es sollte bis zum neunten Batsman, Donald Tiripano, dauern, bis er anhaltende Unterstützung erlangte. Beide konnten den Tag ohne Verlust ihres Wickets überstehen und beendeten diesen beim Stand von 266/7 und stellten damit sicher, dass Afghanistan noch einmal an den Schlag musste. Am fünften und letzten Tag konnten sich Williams und Tiripano zunächst halten. Tiripano verlor nach 95 Runs und einem Partnership von 195 Runs sein Wicket. An Williams Seite konnte Blessing Muzarabani noch 17 Runs erzielen, doch fielen die verbliebenen Wickets schnell und Williams beendete das Innings mit ungeschlagenen 151* Runs aus 309 Bällen. Damit hatte Afghanistan eine Vorgabe von 108 Runs zu überwinden. Bester Bowler für Afghanistan war Rashid Khan mit 7 Wickets für 137 Runs, der damit insgesamt 11 Wickets in dem Spiel erzielen konnte. Afghanistan verlor früh ein Wicket in der Aufholjagd, konnte jedoch mit Ibrahim Zadran und Rahmat Shah etablieren. Zadran verlor mit 29 Runs sein Wicket und Shah konnte mit 58 Runs und einem Half-Century die entscheidenden Impulse geben, dass Afghanistan im 27. Over die Vorgabe einholten. Beste Bowler für Simbabwe waren Ryan Burl mit zwei Wickets für 16 Runs und Blessing Muzarabani für 2 Wickets für 25 Runs. Als Spieler des Spiels wurde Hashmatullah Shahidi ausgezeichnet.

## Twenty20 Internationals

### Erstes Twenty20 in Abu Dhabi
| 17. März Scorecard | Abu Dhabi | Afghanistan 198-5 (20)          | – | Simbabwe 150-7 (20) |
|                    |           | Afghanistan gewinnt mit 48 Runs |   |                     |

Simbabwe gewann den Münzwurf und entschied sich als Feldmannschaft zu beginnen. Afghanistan begann mit Rahmanullah Gurbaz und Karim Janat. Janat schied nach 26 Runs aus und wurde durch Asghar Afghan ersetzt. Gurbaz schied dann nach einem Fifty über 87 Runs aus, während Afghan bei seinem Ausscheiden 55 Runs erreicht hatte. Beste simbabwischen Bowler waren Blessing Muzaraban mit 2 Wickets für 38 Runs und Richard Ngarava mit 2 Wickets für 43 Runs. Simbabwe begann mit Tinashe Kamunhukamwe und Tarisai Musakanda. Musakanda schied nach 18 Runs aus und wurde gefolgt durch Sean Williams der 22 Runs erreichte. Daraufhin verlor auch Kamunhukamwe sein Wicket nach 44 Runs. Der hineinkommende Sikandar Raza erreichte 22 Runs und Richmond Mutumbami konnte 15 Runs erzielen, doch den verbliebenen Battern gelang es nicht die Vorgabe einzuholen. Als Spieler des Spiels wurde Rahmanullah Gurbaz ausgezeichnet.

### Zweites Twenty20 in Abu Dhabi
| 19. März Scorecard | Abu Dhabi | Afghanistan 193-5 (20)          | – | Simbabwe 148 (17.1) |
|                    |           | Afghanistan gewinnt mit 45 Runs |   |                     |

Afghanistan gewann den Münzwurf und entschied sich als Schlagmannschaft zu beginnen. Eröffnungs-Batter Usman Ghani fand mit dem dritten Schlagmann Karim Janat einen Partner und erzielte zusammen mit ihm 102 Runs. Ghani schied nach 49 Runs aus und Janat nach einem Half-Century über 53 Runs. Nachdem Najibullah Zadran 12 Runs erreicht hatte, bildete sich die Partnerschaft zwischen Mohammad Nabi und Asghar Afghan. Nabi schied nach 40 Runs aus, während Afghan das Inning sungeschlagen nach 14* Runs beendete. Bester simbabwischer Bowler war Blessing Muzarabani mit 2 Wickets für 44 Runs. Von den simbabwischen Eröffnungs-Battern konnte Tarisai Musakanda 22 Runs erreichen. Daraufhin folgte eine Partnerschaft zwischen Sikandar Raza und Richmond Mutumbami. Raza schied nach 15 Runs aus und Mutumbami nach 21 Runs. Der hineinkommende Ryan Burl erreichte 40 und Donald Tiripano 24 Runs, was jedoch nicht zum Gewinn des Spiels ausreichte. Als Spieler des Spiels wurde Mohammad Nabi ausgezeichnet.

### Drittes Twenty20 in Abu Dhabi
| 20. März Scorecard | Abu Dhabi | Afghanistan 183-7 (20)          | – | Simbabwe 136-5 (20) |
|                    |           | Afghanistan gewinnt mit 47 Runs |   |                     |

Afghanistan gewann den Münzwurf und entschied sich als Schlagmannschaft zu beginnen. Die Eröffnungs-Batter Rahmanullah Gurbaz und Usman Ghani gelang es eine Partnerschaft aufzubauen. Gurbaz schied nach 18 Runs aus und wurde durch Karim Janat ersetzt, der 21 Runs erreichte. Ghani verlor sein Wicket nach 39 Runs, woraufhin sich Najibullah Zadran etablierte. An dessen Seite erreichte Asghar Afghan 24 Runs, während Zadran das Innings ungeschlagen mit einem Fifty über 72 Runs beendete. Beste simbabwische Bowler waren Richard Ngarava mit 2 Wickets für 35 Runs und Blessing Muzarabani mit 2 Wickets für 41 Runs. Für Simbabwe konnte Tarisai Musakanda zusammen mit dem dritten Schlagmann Sean Williams eine Partnerschaft aufbauen. Williams schied nach 14 Runs aus und Musakanda nach 30 Runs. Daraufhin bildeten Sikandar Raza und Ryan Burl eine Partnerschaft die bis zum Ende des Innings 80* Runs erreichten, was jedoch nicht zum Sieg ausreichte. Raza erreichte dabei 41* Runs und Burl 39* Runs. Bester afghanischer Bowler war Karim Janat mit 2 Wickets für 34 Runs. Als Spieler des Spiels wurde Najibullah Zadran ausgezeichnet.

## Statistiken
Die folgenden Cricketstatistiken wurden bei dieser Tour erzielt.

### Tests
| Tests                | Tests       | Tests   | Tests   | Tests   | Tests   | Tests   | Tests   | Tests   |
| Batting              | Batting     | Batting | Batting | Batting | Batting | Batting | Batting | Batting |
| Spieler              | Mannschaft  | Spiele  | Innings | Runs    | Average | HS      | 100s    | 50s     |
| -------------------- | ----------- | ------- | ------- | ------- | ------- | ------- | ------- | ------- |
| Sean Williams        | Simbabwe    | 2       | 3       | 264     | 132,00  | 151*    | 2       | 0       |
| Hashmatullah Shahidi | Afghanistan | 2       | 3       | 209     | 104,50  | 200*    | 1       | 0       |
| Ibrahim Zadran       | Afghanistan | 2       | 4       | 208     | 52,00   | 76      | 0       | 2       |
| Asghar Afghan        | Afghanistan | 2       | 3       | 191     | 63,66   | 164     | 1       | 0       |
| Sikandar Raza        | Simbabwe    | 2       | 3       | 150     | 50,00   | 85      | 0       | 1       |
| Bowling              |             |         |         |         |         |         |         |         |
| Spieler              | Mannschaft  | Spiele  | Overs   | Wickets | Average | BBI     | 5W      | 10W     |
| Rashid Khan          | Afghanistan | 1       | 99.2    | 11      | 25,00   | 7/137   | 1       | 1       |
| Amir Hamza           | Afghanistan | 2       | 93.0    | 10      | 26,30   | 6/75    | 1       | 0       |
| Blessing Muzarabani  | Simbabwe    | 2       | 47.0    | 7       | 18,28   | 4/48    | 0       | 0       |
| Victor Nyauchi       | Simbabwe    | 2       | 41.1    | 7       | 23,71   | 3/30    | 0       | 0       |
| Donald Tiripano      | Simbabwe    | 2       | 42.1    | 4       | 32,50   | 3/23    | 0       | 0       |

### Twenty20s
| Tests               | Tests       | Tests   | Tests   | Tests   | Tests   | Tests   | Tests   | Tests   |
| Batting             | Batting     | Batting | Batting | Batting | Batting | Batting | Batting | Batting |
| Spieler             | Mannschaft  | Spiele  | Innings | Runs    | Average | HS      | 100s    | 50s     |
| ------------------- | ----------- | ------- | ------- | ------- | ------- | ------- | ------- | ------- |
| Rahmanullah Gurbaz  | Afghanistan | 3       | 3       | 114     | 38,00   | 87*     | 0       | 1       |
| Karim Janat         | Afghanistan | 3       | 3       | 100     | 33,33   | 53 *    | 0       | 1       |
| Afgar Afghan        | Afghanistan | 3       | 3       | 93      | 46,50   | 55      | 0       | 1       |
| Usman Ghani         | Afghanistan | 3       | 3       | 88      | 44,00   | 49      | 0       | 0       |
| Najibullah Zadran   | Afghanistan | 3       | 3       | 84      | 84,00   | 72*     | 0       | 1       |
| Bowling             |             |         |         |         |         |         |         |         |
| Spieler             | Mannschaft  | Spiele  | Overs   | Wickets | Average | BBI     | 5W      | 10W     |
| Rashid Khan         | Afghanistan | 3       | 10.0    | 6       | 12,66   | 3/28    | 0       | 0       |
| Blessing Muzarabani | Simbabwe    | 3       | 12.0    | 6       | 20,50   | 2/38    | 0       | 0       |
| Karim Janat         | Afghanistan | 3       | 11.1    | 5       | 15,00   | 2/14    | 0       | 0       |
| Richard Ngarava     | Simbabwe    | 3       | 12.0    | 5       | 21,80   | 2/35    | 0       | 0       |
| Fareed Ahmad        | Afghanistan | 2       | 7.0     | 3       | 17,33   | 2/31    | 0       | 0       |
| Naveen-ul-Haq       | Afghanistan | 3       | 9.0     | 3       | 24,00   | 2/28    | 0       | 0       |
| Mohammad Nabi       | Afghanistan | 3       | 7.0     | 3       | 24,33   | 2/20    | 0       | 0       |

## Auszeichnungen

### Player of the Series
Als Player of the Series wurden der folgende Spieler ausgezeichnet.
| Serie    | Player of the Series |
| -------- | -------------------- |
| Test     | Sean Williams        |
| Twenty20 | Karim Janat          |

### Player of the Match
Als Player of the Match wurden die folgenden Spieler ausgezeichnet.
| Spiel       | Player of the Match  |
| ----------- | -------------------- |
| 1. Test     | Sean Williams        |
| 2. Test     | Hashmatullah Shahidi |
| 1. Twenty20 | Rahmanullah Gurbaz   |
| 2. Twenty20 | Mohammad Nabi        |
| 3. Twenty20 | Najibullah Zadran    |